# غوردي كلارك
غوردي كلارك (بالإنجليزية: Gordie Clark)‏ هو لاعب هوكي الجليد أمريكي، ولد في 31 مايو 1952 في غلاسكو في المملكة المتحدة.

## وصلات خارجية
- غوردي كلارك على موقع دوري الهوكي الوطني (الإنجليزية)
- غوردي كلارك على موقع قاعة مشاهير الهوكي (لاعب أن.إتش.أل) (الإنجليزية)
- غوردي كلارك على موقع EliteProspects.com (الإنجليزية)
- غوردي كلارك على موقع HockeyDB.com (الإنجليزية)
- غوردي كلارك على موقع Hockey-Reference.com (الإنجليزية)
- غوردي كلارك على موقع قاعة نيو برونزويك للمشاهير الرياضية (الإنجليزية)